# Réserve naturelle de Middagskollen
La Réserve naturelle de Middagskollen  est une aire protégée norvégienne qui est située dans le municipalité de Larvik, dans le comté de Vestfold.

## Description
La réserve naturelle de 0,564 km2 a été créée en 2002. Elle est située au nord-ouest de Kvelde, du côté est du lac Farris.
La réserve possède une forêt de conifères et mixte, et une grande diversité de lichens, de mycètes et de bryophytes. Nombreuses sont les espèces qui vivent sur les arbres vieux et morts. Sur les sommets de la réserve naturelle, il y a une forêt de pin sylvestre, sur les pentes exposées au sud plus de chênes. La forêt de pins a des arbres rugueux et vieux. Dans les canyons, il y a une forêt d'épinettes, avec des éléments de feuillus thermophiles tels que le tilleul, le frêne et l'érable.
Falkeberget est l'un des sommets les plus importants de la réserve. Ici, il y a une paroi rocheuse, en partie avec un surplomb, à une hauteur d'environ 150 mètres. C'est l'un des sites de nidification des faucons qui ont leur territoire autour de l'extrémité nord du lac Farris.
Peu d'impact d'abattage, de nombreuses espèces intéressantes, beaucoup de bois mort, ainsi que des canyons productifs avec de vieux feuillus nobles signifient que le Middenskollen est considéré comme digne d'une protection nationale.